# Dushnez
Dushnez (alb. Dushnezë) – wieś położona w północnej części Albanii w gminie Qelëz. Wieś znajduje się 87 kilometrów od stolicy państwa, Tirany.

## Demografia
Według spisu ludności z 1989 roku we wsi Dushnez mieszkało 186 mieszkańców.